# Dagshög

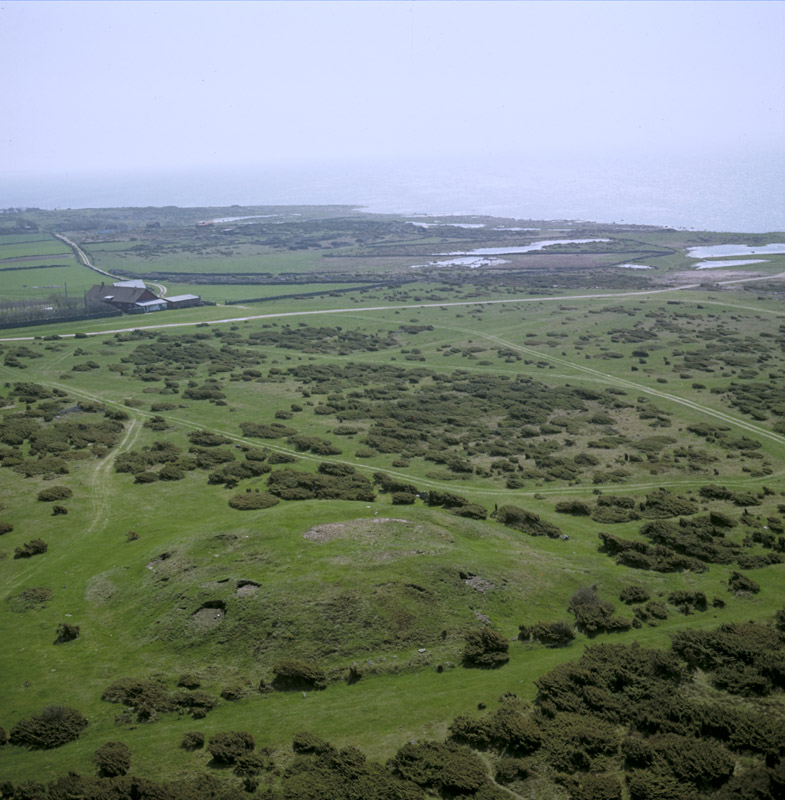
Flygbild från 1965.

Dagshög är Skånes största gravhög och ligger vid havskanten ett par kilometer söder om Torekov i Båstads kommun. Den är knappt 5 meter hög och 42 meter i diameter. Högen, som ligger i ett övrigt fornminnesrikt område, med inte minst mängder med skålgropsförekomster, antas ha anlagts under bronsåldern. Högens placering är väl vald för att synas från havet där den ligger vid stranden av det utskjutande Bjärehalvön. Genom sin storlek och resning dominerar Dagshög den omgivande flacka kustheden. Områdets ljung- och enbevuxna betesmarker som ingår i Bjärekustens naturreservat speglar en äldre landskapstyp som tidigare var typisk för stora delar av Bjärehalvön.
Till högen är knuten en gammal legend att här ska en skånsk kung ligga begravd. Han skulle en gång ha fallit i en stor strid mot hallänningar och blekingar vilka utsänts av kungen av Uppsala. Legenden saknar dock verklighetsförankring. 
Högen har aldrig grävts ut. Under andra världskriget uppfördes en observationsplats uppe på högens krön. Den revs 1956 och gravhögen restaurerades. 